# Paulo Lessa
Paulo Lessa (Rio de Janeiro, 7 de janeiro de 1982) é um ator brasileiro.

## Carreira
Em 2000 Paulo começou trabalhar como ator em publicidade. Em 2009, após algumas participações especiais em A Favorita e Poder Paralelo, fez sua estreia no elenco fixo de Viver a Vida, interpretando o médico Mário. Em 2013 fez uma participação no seriado Uma Rua sem Vegonha, do Multishow. Em 2016 integrou o elenco de A Lei do Amor, vivendo o mecânico Marcão. O personagem acabou saindo de cena antes do fim da trama pelas reformações que os autores promoveram ao tentar salvar a audiência, que era baixa, o qual culminou no fim de diversos núcleos. Em 2017 interpreta um dos personagens centrais de Belaventura, o caçador de recompensas Accalon, que acaba se tornando um dos justiceiros em busca roubar dos ricos para ajudar os pobres, inspirado na história de Robin Hood. Em 2018 interpretou o guerreiro nomadet Goy na novela Jesus. Em 2021 esteve em Gênesis como o general Bakari, cúmplice da antagonista Agar. Em 2022 interpretou o co-protagonista Ítalo de Cara e Coragem. No ano seguinte, ingressou em Terra e Paixão, novela de Walcyr Carrasco na qual vive o co-protagonista Jonatas.

## Vida pessoal
Paulo jogava futebol pelo Flamengo na infância, recebeu uma proposta de um time europeu para se tornar profissional, a qual foi recusada por seus pais por não querer deixar o filho viver sozinho tão jovem fora do país. Em 2012 se casou com a dentista cabo-verdiana Cindy Cruz.

## Filmografia

### Televisão
| Ano  | Título                   | Personagem                 | Notas                      |
| ---- | ------------------------ | -------------------------- | -------------------------- |
| 2008 | A Favorita               | Paulo                      | Episódio: "18 de novembro" |
| 2009 | Poder Paralelo           | Júlio                      | Episódio: "17 de maio"     |
| 2009 | Viver a Vida             | Dr. Mário                  |                            |
| 2013 | Uma Rua Sem Vergonha     | Paulo                      | Episódio: "Reencontro"     |
| 2016 | A Lei do Amor            | Marcos dos Santos (Marcão) |                            |
| 2017 | Belaventura              | Accalon                    |                            |
| 2018 | Jesus                    | Goy                        |                            |
| 2021 | Gênesis                  | Bakari                     | Fase: Jornada de Abraão    |
| 2022 | Cara e Coragem           | Ítalo Santana              |                            |
| 2023 | Terra e Paixão           | Jonatas Lemos              |                            |
| 2023 | Tributo                  | Ele mesmo                  | Episódio: "Léa Garcia"     |
| 2024 | Família é Tudo           | Léo / Netuno               |                            |
| 2025 | The Masked Singer Brasil | Jesuíno (11° lugar)        | 5.ª temporada              |
| 2025 | Encantado's              | Walter                     | Temporada 3                |

### Cinema
| Ano  | Título                           | Personagem       |
| ---- | -------------------------------- | ---------------- |
| 2018 | Pixinguinha - Um Homem Carinhoso | Sinhô            |
| 2020 | Nada a Perder 2                  | Douglas Tavolaro |
| 2024 | Sala Escura                      | Bruno            |

## Prêmios e indicações
| Ano  | Prêmio                     | Categoria                | Indicação      | Resultado |
| ---- | -------------------------- | ------------------------ | -------------- | --------- |
| 2022 | Prêmio Contigo! de TV      | Ator de Novela           | Cara e Coragem | Indicado  |
| 2023 | Prêmio ArteBlitz de Novela | Melhor Ator Protagonista | Terra e Paixão | Indicado  |
| 2024 | BreakTudo Awards           | Melhor Ator              | Família É Tudo | Indicado  |